# 天安门西站
天安门西站是一个位于中国北京市西城区西长安街街道西长安街、人大会堂西路、南长街交叉口，属于北京地铁1号线的地铁车站，常被简称为“天西”。
本站于1999年9月28日随复八线启用。

## 位置
这个站位于北京南长街（南端为人大会堂西路）和西长安街交汇处，原长安右门的所在地。由于邻近国家大剧院和人民大会堂，该站周边在演出开始前常有票贩从事兜售活动。

## 车站结构

### 车站楼层
该站为地下三拱两柱双层岛式车站，总长226.1米，总宽23.8米，建筑面积10762平方米。
| 地面层          | 街道                                    | A—C出入口                              |
| 地下一层 站厅层 | 站厅                                    | 安全检查、自动售票机、客务中心、警务室 |
| 地下一层 站厅层 | 通道                                    | 连接国家大剧院东厅                     |
| 地下二层 站台层 |                                         | 1号线往古城（西单）                    |
| 地下二层 站台层 | 島式月台，左側開門                      |                                        |
| 地下二层 站台层 | 1号线往环球度假区（八通线）（天安门东） |                                        |

### 大堂

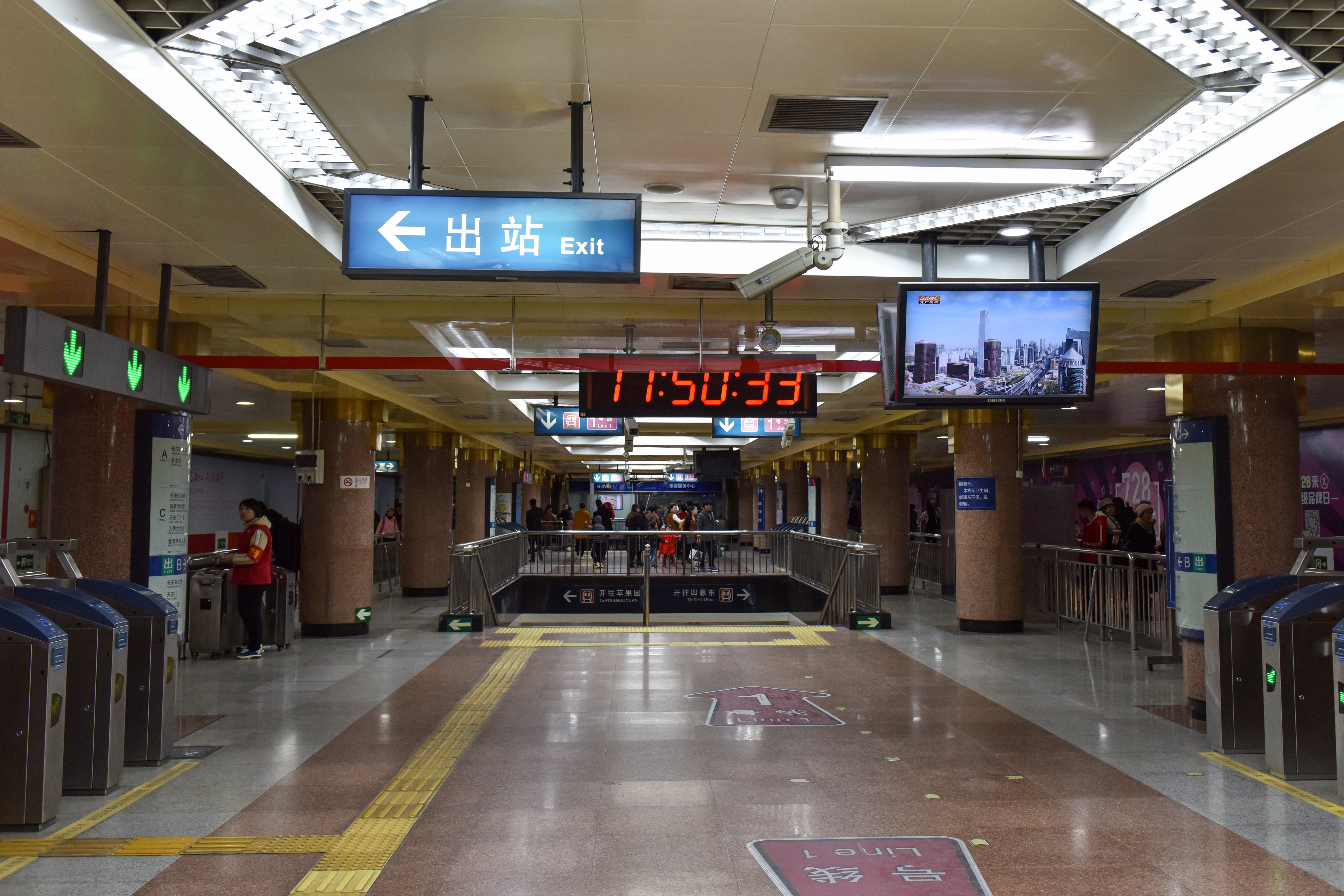
車站大堂
（2017年10月摄）

天安门西站大堂位于地下一层，西端设有环控通风、通信、信号、人防、防灾监控、消防泵房等设备用房，东端则设有客运值班室、警务室、站长室等管理用房。

### 月台
本站设有一个島式月台，位于西长安街地底，净高3.2米，装修主题为“东方神韵”，车站色调为红色，站台中央由红色花崗岩铺成，两侧则是白色花岗岩，站台柱面亦是石岛红花岗岩，且有金色不锈钢柱帽。该站亦有造型如藻井的吊顶。本站站台原本不设屏蔽门，后于2017年7月加装半高屏蔽门。

## 出入口
这个地铁站一共有3个出口：A西北、B东北、C西南；此外C口还设有通向国家大剧院的通道，该通道于2009年10月10日启用。
|                           |                  |                                    |      |            |
| 编号                      | 指示             | 建议前往的目的地                   | 照片 | 无障碍设施 |
| 出口 · A · 轮椅升降台标志 | 西长安街（北侧） | 新华门、北京一六一中學中校区       |      |            |
| 出口 · B                  | 西长安街（北侧） | 北京中山公园、天安门城楼           |      | 不適用     |
| 出口 · C · 轮椅升降台标志 | 西长安街（南侧） | 国家大剧院、人民大会堂、天安门广场 |      |            |
| 註： 設有輪椅升降台       |                  |                                    |      |            |

- B口进出站通道，可见站内有时会有武警站岗（2015年8月摄）
- 国家大剧院东厅内的地铁入口，并未被编号（2015年8月摄）

## 历史
50年代，北京市在苏联专家的指导下先后提出了16个地铁规划方案，1957年3月12日，地铁筹备处选定了第一线和第五线共同作为一期工程:10，两线在中山公园前相交并设一换乘站——中山公园站。在设计中，本站为两座平行的塔柱式车站，乘客可在两线间平面换乘。后因施工方案与路网变化，该设计并未实施。
本站于1992年宣告开工，但由于资金等原因，主体结构直至1994年仍未正式动工。本站的建设工程初步计划采用中洞CRD工法，后为控制地表沉降而改用浅埋暗挖洞柱逆作法。
1999年9月28日，本站随同复八线通车启用，但当时复八线只在本站与四惠东站之间独立试运营。2000年6月28日，复八线与当时的地铁一线贯通运营，本站得以开通去往苹果园及沿途各站的列车。